# Бонневи, Кристине
Кристине Бонневи (норв. Kristine Elisabeth Heuch Bonnevie; 8 октября 1872, Тронхейм — 30 августа 1948, Осло) — норвежский ученый-биолог, профессор Королевского университета Фредерика (ныне Университет Осло), популяризатор науки и общественный деятель. Известна как первая в Норвегии женщина-профессор и первая женщина-член Норвежской академии наук.
Среди ее наиболее значимых научных работ можно выделить исследования наследственного характера дактилоскопических паттернов, исследования наследственности некоторых патологий (таких как дварфизм и полидактилия), а также гипотеза относительно структуры хромосом, которая получила подтверждение через 25 лет после ее смерти.

## Становление
Кристине родилась 8 октября 1872 года в городе Тронхейм. Она была пятой из семи детей Якоба Оля Бонневи, известного педагога и чиновника, и его первой жены, Анны Джованны Бонневи (урожденной Дое). Мать Кристине умерла, когда девочке было три года. Ее отец во второй раз женился на Сюзанне Брин, которая родила ему двух сыновей.
В 1886 году, когда Кристине было 14 лет, ее семья переехала из Тронхейма в Осло, где в 1882 году девушка окончила гимназию . После этого некоторое время изучала медицину в колледже Королевского университета Фредерика (ныне Университет Осло), где в программу начальных курсов входили ботаника и зоология. Девушка поняла, что на самом деле ее интересует биология, покинула медицинское обучение и начала изучать зоологию под руководством известного океанолога Иогана Йорта.
Вместе с тем Бонневи проходила обучение у натуралиста Арнольда Ланга в Цюрихе в 1898—1899 годах, у клеточного биолога Теодора Бовери в Вюрцбурге в 1900—1901 годах, а также у американского цитолога Эдмунда Бичера Уилсона в Колумбийском университете в Нью-Йорке в 1906—1907 годах .
В 1906 году Бонневи защитила докторскую диссертацию на тему «Исследование зародышевых клеток Enteroxenos оstergreni» (норв. "Undersøgelser over kimcellerne hos Enteroxenos østergreni"). В 1911 году она стала первой женщиной-членом Норвежской академии наук. В 1912 году заняла должность профессора зоологии в Королевском университете Фредерика, став первой в Норвегии женщиной-профессором, и занимала ее до 1938 года.

## Научная деятельность
В начале научной карьеры, интересы Бонневи концентрировались в области океанологии. Находясь на береговых биологических станциях, она проводила исследования посвящённые биологии Асцидий и Гидроидных. После обучения в Швейцарии и Германии, Бонневи заинтересовалась клеточной биологией и генетикой. В своей диссертационной работе она высказала предположения относительно механизмов редукции числа хромосом в женских половых клетках, а также описала структуру хромосом.
Позже, начиная с 1914 года, Бонневи изучала наследственность у людей, используя в качестве субъекта исследований населения горных районов Норвегии. Она доказала наследственность низкорослости и полидактилии, а также продемонстрировала наличие схожих генетически обусловленных склонностей к различным состояниям у дизиготных блезницов . Еще одной частью ее работы было описание папиллярных узоров пальцев рук, выделение его элементов и обоснование наследственности некоторых из них. Наконец, во время этого этапа научной деятельности, Бонневи описала генетическую болезнь, при которой у человека присутствует только одна половая хромосома (генотип 45, Х0) . Эта болезнь получила название синдрома Бонневи-Ульриха, а сегодня более известна под названием синдром Шерешевского-Тернера.

## Общественно-политическая деятельность
Кристине Бонневи была представительницей городского совета Осло в 1908—1919 годах, а также депутатом парламента Норвегии с 1916 по 1918 год.
Бонневи была делегатом от Норвегии на первых пяти ассамблеях Лиги Наций в 1920—1924 годах. В 1922 году она стала одним из двенадцати первых членов созданного Международного комитета интеллектуального сотрудничества (МКИС). Она поддержала реформы МКИС в 1929 году и помогла составить программу Комитета в 1930 году. В том же году она оставила МКИС ради научных исследований, но осталась членом норвежского подразделения Комитета, основанного в 1924 году.
В 1920 году она стала одной из основательниц Норвежской женской академической ассоциации (норв. Norske Kvinnelige Akademikere) и была ее президентом в период с 1922 по 1925 год.

## Память
Каждый год в рамках празднования годовщины основания Университета Осло на базе Центра экологического и эволюционного синтеза университета проводят лекции имени Кристине Бонневи, посвященные эволюционной биологии. Именем Бонневи назван один из исследовательских кораблей Норвежского морского научно-исследовательского института.